# Humán 1-es kromoszóma
- Az 1-es kromoszóma a legnagyobb a 24-féle humán kromoszóma közül, genetikai állományunk hozzávetőleg 8%-át tartalmazza. Egyike a 22 autoszómának.

## Az 1-es kromoszóma jellegzetességei
- Bázispárok száma: 245 522 847
- Gének száma: 2281
- Ismert funkciójú gének száma: 1988
- Pszeudogének száma: 723
- SNP-k (single nucleotide polymorphism = egyszerű nukleotid polimorfizmus) száma: 738 942

## Az 1-es kromoszómához kapcsolódó betegségek
A kromoszóma több, mint 350 betegségben játszik szerepet, köztük néhány daganatos megbetegedésben (számos rosszindulatú daganatban gyakori az 1-es kromoszóma elvesztése), a Parkinson- és az Alzheimer-kórban. Részletesebb áttekintést ad az alábbi táblázat.
Az OMIM rövidítés az Online Mendelian Inheritance in Man, azaz Mendeli öröklődés emberben adatbázis oldalt jelöli, ahol további információ található az adott betegségről, génről.

| Patológia                                                                                | Öröklődés | OMIM   | Lokusz        | Gén        | A gén által kódolt fehérje |  |
| ---------------------------------------------------------------------------------------- | --------- | ------ | ------------- | ---------- | -------------------------- |  |
| Veleszületett mellékvese hiperplázia a 3-béta-hidroxiszteroid dehidrogenáz hibája miatt, |           |        | p13.1         |            |                            |  |
| Közepes lánchosszúságú zsírsavak Acil-CoA dehidrogenáz deficiencia                       |           |        | p31           | ACADM      |                            |  |
| Piruvát kináz deficiencia hepatikus                                                      |           |        | q21           | RYR2       |                            |  |
| Veleszületett antitrombin deficiencia                                                    |           |        | q23 – q25     |            |                            |  |
| Apolipoprotein A-II deficiencia                                                          |           |        | q21 – q23     |            |                            |  |
| Jobb kamrai aritmogén diszplázia                                                         |           |        | q42 – q43     |            |                            |  |
| Gaucher-kór                                                                              |           |        |               |            |                            |  |
| Stargardt betegség                                                                       |           |        |               |            |                            |  |
| Muscle-Eye-Brain-szindróma                                                               |           |        |               |            |                            |  |
| V faktor hiányos trombofília                                                             |           |        |               |            |                            |  |
| Charcot-Marie-Tooth betegség 1B típus                                                    |           |        | q22           | MPZ        |                            |  |
| Charcot-Marie-Tooth betegség 2A típus                                                    |           |        | p36.2         | KIF1B MFN2 |                            |  |
| Charcot-Marie-Tooth betegség 2B1 típus                                                   |           |        | q21.2         | LMNA       |                            |  |
| Charcot-Marie-Tooth betegség C intermedier típus                                         |           |        | p35           |            |                            |  |
| Hirschsprung betegség                                                                    |           |        | p36.1         | ECE.1      |                            |  |
| Alzheimer-kór                                                                            |           |        |               | PSEN1      |                            |  |
| Öves izomdisztrófia 1B típus                                                             | Domináns  | 159001 | q21           | LMNA       | Lamin A/C                  |  |
| Nanisme dyssegmentaire Type Silverman-Handmaker                                          | Recesszív | 224410 | p36.1         | HSPG2      |                            |  |
| Halálos Greenberg típusú nanizmus                                                        | Recesszív | 215140 | q42.1         | LBR        | Lamin B receptor           |  |
| Surdité d'origine génétique                                                              | Domináns  |        | p35.1-p34     |            |                            |  |
| 1p36 deletion syndrome                                                                   | Domináns  | 607872 | p36.13-p36.33 |            |                            |  |
|                                                                                          |           |        |               |            |                            |  |
|                                                                                          |           |        |               |            |                            |  |
|                                                                                          |           |        |               |            |                            |  |
|                                                                                          |           |        |               |            |                            |  |

## Lásd még
- Kromoszóma
- Genetikai betegség
- Genetikai betegségek listája